# Подберезький Дмитро Альбертович
Дмитро Альбертович Підберезький (нар. 1952, Мінськ ) — білоруський музичний журналіст, критик, письменник та телеведучий  .

## Зноски
1. ↑  Нікалаеў, Дзмітрый. «Грыфаманія». Свята гітарнай музыкі. — 2011. — 26 сакавіка. — С. 62. Архівовано з джерела 14 березня 2020. Процитовано 2020-03-14.
2. ↑  Жбанаў, Аляксандр (5 червня 2015). Дзмітрый Падбярэзскі: нам ёсць што паказаць Еўропе (біл.). Sputnik. Архів оригіналу за 15 лютого 2020. Процитовано 15 лютого 2020.
3. ↑  Падбярэзскі: нашым музыкам дастаткова 2-3 карпаратываў у месяц (біл.). Sputnik. 13 вересня 2016. Архів оригіналу за 5 березня 2020. Процитовано 5 березня 2020.
4. ↑  Зміцер Падбярэзскі: «Дабрачыннасць — паказчык развітасці грамадства» (біл.). Будзьма беларусамі!. 15 квітня 2010. Архів оригіналу за 5 березня 2020. Процитовано 5 березня 2020.